# Rattlers de la Saskatchewan
Dernière mise à jour : 19 juin 2024.
Les Rattlers de la Saskatchewan sont une équipe canadienne de basket-ball professionnel basée à Saskatoon, en Saskatchewan, qui participe à la Ligue élite canadienne de basketball (LECB). Ils jouent leurs matchs à domicile au SaskTel Centre à Saskatoon.

## Histoire

### Les débuts
En mai 2018, la jeune Ligue élite canadienne de basketball a annoncé que Saskatoon accueillerait l’une des six franchises à charte lorsque la ligue a commencé à jouer en 2019. Cela ramènerait le basketball professionnel en Saskatchewan pour la première fois depuis 2001, lorsque les Hawks de la Saskatchewan de l’Association internationale de basketball ont fermé leurs portes. En juillet 2018, la nouvelle équipe a annoncé qu’elle s’appellerait les Rattlers de la Saskatchewan Rattlers, du nom du crotale des prairies,. Lee Genier, qui a aidé à amener le Rush de la Saskatchewan à Saskatoon en 2016, a été nommé président de l’équipe. Le premier entraîneur et directeur général de l’équipe était Greg Jockims, ancien entraîneur des Huskies de la Saskatchewan.
Avant leur saison inaugurale, les Rattlers ont acheté un ancien parquet des Raptors de Toronto et l’ont installé à leur domicile dans le SaskTel Centre, avec des horloges de tir et des cages à filet. Genier a déclaré que l’équipe avait acheté l’étage en raison de son "histoire historique"." La LECB a annoncé en mai 2019 que les Rattlers accueilleraient le premier week-end de championnat de la ligue en août, ce qui garantissait aux Rattlers une participation en séries éliminatoires.

### Première saison et premier titre (2019)
Les Rattlers ont accueilli le premier match de la LECB le 9 mai 2019. Ils ont perdu contre les River Lions de Niagara sur le score de 97 à 99, manquant un tir à trois points à la dernière seconde de trois points pour voler la victoire. Malgré le revers initial, la première saison a été couronnée de succès pour les Rattlers, sur le terrain et à l’extérieur. La Saskatchewan a mené la ligue en termes de ventes et de fréquentation de billets de saison. L’équipe s'est qualifié pour le week-end des finales du championnat avec une fiche de 11 victoires et 9 défaites, ce qui lui a valu la 3e place de la ligue. Ils ont battu les Stingers d’Edmonton en demi-finale, 85 à 83, puis les Honey Badgers de Hamilton 94 à 83 en finale pour remporter le premier championnat de la ligue. Ce n’était que le deuxième titre professionnel de basketball pour une équipe de la Saskatchewan, après le titre de la Ligue nationale de basketball du Slam de Saskatoon en 1993. Le capitaine de l’équipe, Alex Campbell, a été nommé MVP des playoffs de 2019, tandis que la finale du championnat a marqué le dernier match de la carrière locale de Michael Linklater; le vétéran, qui avait aidé les Huskies à remporter un titre national de basketball U Sports en 2010 aux côtés de Jockims, a annoncé sa retraite.
Après la saison, Jockims a annoncé qu’il quittait ses fonctions d’entraîneur-chef et de directeur, mais qu’il resterait au sein de l’organisation en tant que conseiller. En janvier 2020, l’équipe a embauché l’entraîneur des Huskies, Barry Rawlyk, comme nouveau directeur général. Rawlyk a ensuite promu l’assistant Chad Jacobson, avec qui il avait travaillé avec les Huskies, à l’entraîneur-chef.

### Suite plus compliquée après le titre (depuis 2020)
La deuxième saison de la LECB a été fortement touchée par la pandémie de COVID-19. Il a finalement été joué en tournoi  de six matchs à St. Catharines, en Ontario ; les Rattlers ont terminé à la dernière place avec un bilan de 1 victoire et 5 défaites, éliminées de la compétition avec une défaite contre les Blackjacks d’Ottawa. Les Rattlers ont été en mesure de revenir à Saskatoon au cours d’une saison 2021 écourtée de 14 matchs. Toutefois, en raison des restrictions de santé publique, l’équipe a joué sans supporter jusqu’au 12 juillet, date à laquelle un changement de restrictions a permis le retour des fans. L’équipe a continué de lutter sur le terrain, remportant encore une fois la saison et manquant les séries éliminatoires pour une deuxième année consécutive. Au milieu de la saison perdue, Jacobson a démissionné de son poste d’entraîneur et l’équipe a nommé l’adjoint Conor Dow entraîneur-chef intérimaire.
En janvier 2022, les Rattlers ont recruté le vétéran assistant de la NBA Dean Demopoulos comme nouvel entraîneur-chef. Le jeu de l’équipe s’est amélioré au cours de la saison 2022, la première saison complète de la ligue depuis 2019, alors que les Rattlers ont terminé avec une fiche de 11 victoires et 9 défaites, assurant un match à domicile pour un match de playoffs avec les deux champions en titre Stingers. La Saskatchewan a battu Edmonton 94 à 91, menée par 20 points de Tony Carr, pour se qualifier pour la suite. Les Rattlers ont ensuite été éliminés par les Shooting Stars de Scarborough en quart de finale malgré un triple-double de Tony Carr.

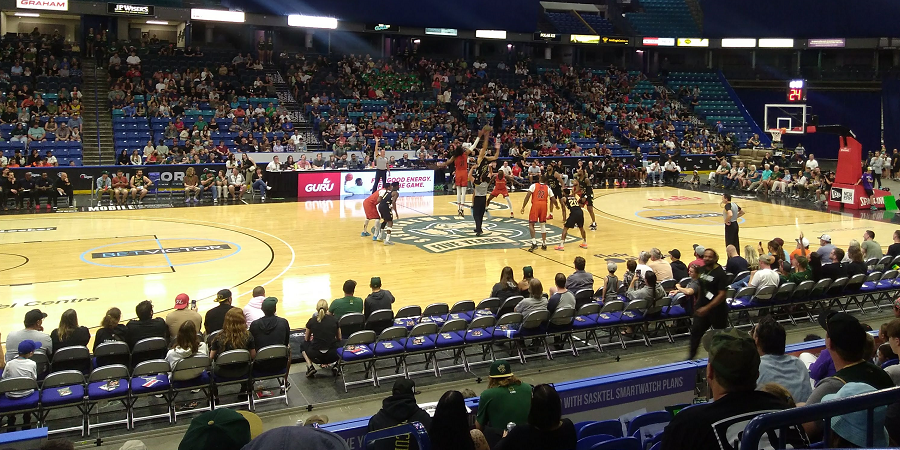
Les Rattlers face aux Bandits de Vancouver au Sasktel Centre en 2023.

Les Rattlers ont eu du mal pendant la première moitié de la saison 2023, et après avoir perdu 7 matchs dans une prolongation de 9 matchs, l’équipe a congédié Demopoulos le 6 juillet. L’assistant Tanner Massey a pris le poste d’entraîneur-chef par intérim. L’équipe a un bilan de 4 victoires  et 3 défaites sous Massey, mais elle a été éliminée avant les playoffs avec une défaite de 89 à 92 lors de son dernier match de saison régulière contre le Surge de Calgary.

## Palmarès
- Champion LECB (1) : 2019

## Personnalités

### Joueurs emblématiques
- Alex Campbell
- Tony Carr
- JaKeenan Gant

### Entraîneurs successifs
| Nom             | Période   | Saison régulière | Saison régulière | Saison régulière | Playoffs | Playoffs | Playoffs | Bilan                |
| Nom             | Période   | Matchs           | Vict.            | Déf.             | Matchs   | Vict.    | Déf.     | Bilan                |
| --------------- | --------- | ---------------- | ---------------- | ---------------- | -------- | -------- | -------- | -------------------- |
| Greg Jockims    | 2019      | 20               | 11               | 9                | 2        | 2        | 0        | Vainqueur de la LECB |
| Chad Jacobson   | 2020-2021 |                  |                  |                  | -        | -        | -        | -                    |
| Conor Dow       | 2021      |                  |                  |                  | -        | -        | -        | -                    |
| Dean Demopoulos | 2022-2023 | 33               | 15               | 18               | 1        | 0        | 1        | -                    |
| Tanner Massey   | 2023      | 7                | 4                | 3                | -        | -        | -        | -                    |